# Spectral modeling synthesis
Spectral modeling synthesis（、SMS）は正弦波と色付きノイズを用いた楽音分析合成手法および音声分析合成手法である。

## 概要
SMSは音を 調波成分 と 残余成分 (非調波成分; ノイズ成分) の組合せとしてモデル化する。
楽音分析合成 / 音声分析合成として次の要素から構成される。
- 分析
  - 調波成分: 短時間フーリエ変換のピーク検出および軌跡化による周波数・位相・振幅抽出
  - 残余成分: 短時間フーリエ変換残差（全体-調波) によるノイズスペクトル抽出

- 特徴量
  - 調波成分: 周波数・位相・振幅 (時変）
  - 残余成分: スペクトル (時変）
- 合成
  - 調波成分: 加算合成 (※ フェーズボコーダと同様)
  - 残余成分: ホワイトノイズ[注 2]に対する減算合成
(※ 場合によってはソース・フィルタモデル適用)

このモデルは多くのタイプのオーディオ信号に適用できる。例えば音声信号は、声帯振動で生じるゆっくり変化する調波音と、唇や口で生じる広帯域ノイズ状音を含む。同様に楽器も、調波成分と、ノートの発音/変更時に生じるノイズ状音の両方を発する。